# Dreams (serie televisiva)
Dreams è una serie televisiva statunitense in 12 episodi trasmessi per la prima volta nel corso di una sola stagione nel 1984.
È una sitcom incentrata sulle vicende di una rock band fittizia di Philadelphia che cerca di ottenere un contratto discografico.
Non è ancora andata in onda in Italia.

## Personaggi e interpreti
- Gino Minnelli (12 episodi, 1984), interpretato da John Stamos.
- Martha Spino (12 episodi, 1984), interpretata da Jami Gertz.
- Phil Taylor (12 episodi, 1984), interpretato da Cain Devore.
- Morris Weiner (12 episodi, 1984), interpretato da Albert Macklin.
- Lisa Copley (12 episodi, 1984), interpretata da Valerie Stevenson.
- Louise Franconi (12 episodi, 1984), interpretata da Sandy Freeman.
- Frank Franconi (12 episodi, 1984), interpretato da Ron Karabatsos.
- Torpedo (12 episodi, 1984), interpretato da Bill Henderson.

## Produzione
La serie, ideata da Andy Borowitz, fu prodotta da Centerpoint Productions. Le musiche furono composte da Jonathan Wolff.

### Registi
Tra i registi sono accreditati:
- Bill Bixby in 5 episodi (1984)
- Tom Trbovich in 5 episodi (1984)
- Will Mackenzie in 2 episodi (1984)

### Sceneggiatori
Tra gli sceneggiatori sono accreditati:
- Andy Borowitz in 12 episodi (1984)
- Alan Collis in 11 episodi (1984)
- Neil Thompson in 3 episodi (1984)
- David Chambers in 2 episodi (1984)
- Nancy Steen in 2 episodi (1984)

## Distribuzione
La serie fu trasmessa negli Stati Uniti dal 3 ottobre al 31 ottobre 1984 sulla rete televisiva CBS.

## Episodi
| Stagione       | Episodi | Prima TV USA | Prima TV Italia |
| -------------- | ------- | ------------ | --------------- |
| Unica stagione | 12      | 1984         | inedita         |